# Ville-sur-Ancre
Ville-sur-Ancre é uma comuna francesa na região administrativa de Altos da França, no departamento de Somme. Estende-se por uma área de 5,95 km². Em 2010 a comuna tinha 277 habitantes (densidade: 46,6 hab./km²).